# 野村麻衣
野村 麻衣（のむら まい、1990年3月30日 - ）は、日本の女優、タレント。
栃木県小山市出身。YOUGO TRUST所属。元所属事務所はDig esT（ディグエスト）。『悪い芝居』所属。

## 来歴・人物
2010年、東放ミュージックカレッジ音楽アーティスト科 作曲クリエイターコース卒業。
週刊誌『FLASH』から生まれた女性アイドルグループ『G☆Girls』の2期～4期メンバー。ミスFLASHセミファイナリスト。2014年8月に『G☆Girls』を卒業以降、舞台を主にテレビなど幅広く活動している。
趣味は音楽鑑賞（アニソン）、映画鑑賞（ジブリ作品）、読書（少女漫画）。特技は作詞作曲（DTMでの音楽制作）、パーカッション、模写（人物、アニメキャラ、アナウンサー声）、太鼓の達人。漢字検定3級、英語検定3級、パソコン検定3級、秘書検定3級の資格を所持。同じ誕生日でもある声優の林原めぐみや新撰組1番隊組長沖田総司のファン。

## 主な出演

### 舞台
- 山田ジャパン(9)『淵の字になって寝る』（2011年）
- 下北発女の子演劇集団エンジール プレビュー公演『Angeiil〜エンジール〜降臨』（2011年）
- 女々第三回公演『ドブ恋』（2012年公開）
- 下北発女の子演劇集団エンジール初回公演『エンジール〜始動〜』　（2012年）
- 下北発女の子演劇集団エンジール第2回公演『エンジール なちゅっ！』　（2012年）
- 万本桜企画『恋するガールズバー』　（2012年）
- 万本桜企画『〜AduLt〜』　（2012年）
- 第1回 Dig/esTプロデュース公演『お妊婦たちのララバイ』 （2013年）
- アリスインプロジェクト×はちみつシアター「チェンジング ホテル」（2013年5月）
- 下北発女の子演劇集団エンジール第3回公演『ターニングポイント』（2013年7月）
- 山田ジャパン『記者倶楽部』作・演出 山田能龍（2014年4月）
- ごはん部お盆公演『ごはんと宇宙』　演出 西山聡（ローカルトークス） 作 櫻井智也（MCR）／ブラジリィーアン山田（ブラジル）／詩森ろば（風琴工房）／保坂萌（ムシラセ）(2015年8月)
- OFFICE SHIKA × ピース オブ ケイク×ジョージ朝倉　劇団めばち娘 旗揚げ公演『ツチノコの嫁入り』　作・演出 丸尾丸一郎（劇団鹿殺し）(2015年9月)
- 江古田のガールズ『仮面音楽祭』作・演出　山崎洋平（江古田のガールズ）(2016年1月)
- 江古田のガールズ『大博覧会』「どん底」(2016年4月)
- ムシラセ第9回本公演『女には至らない病』作・演出 保坂萌（2016年5月）
- 舞台俳優塾『女優』作 山口仁志 演出 杉本達（2016年11月）
- NODA・MAP第21回公演『足跡姫』～時代錯誤冬幽霊～　作・演出　野田秀樹(2017年1月～3月)
- 悪い芝居vol.19『罠々』作・演出　山崎彬（2017年4月）
- 悪い芝居の『悪いけど芝居させてくだ祭』（2017年9月）
- 悪い芝居vol.20『ラスト・ナイト・エンド・ファースト・モーニング』作・演出　山崎彬（2018年4月～5月）

### TV
- テレビ朝日『さきっちょ☆』さきっちょ☆ガールとしてレギュラー出演　（2011年）
- 日本テレビ『夜遊び三姉妹』ふるぼっこコーナー出演　（2011年）
- テレビ東京『モノイズム』　（2011年）
- フジテレビ『Choice 2nd Season ~Happiness~』　（2012年）
- テレビ朝日『ガールズトーク〜十人のシスターたち〜』　（2012年）
- wowow『大人番組リーグ ノー・スポンサード』　（2013年）
- 静岡第一テレビ『グチって！ネガにゃんこ』 （2013年）
- フジテレビ『幸せ追求バラエティ 金曜日の聞きたい女たち』(2016年8月12日)

映画
- 「夜、逃げる」　脚本・監督：山田佳奈　音楽：yonige　(2016年8月)

### CD
- 『tik tok』：G☆Girls （2012年8月1日発売）
- 『Shining Days × ほしいのに、YOU』：G☆Girls （2013年7月24日発売）

MV
- アップル斎藤と愉快なヘラクレスたち『それでも朝日は登る』（2016年7月）